# Donatism

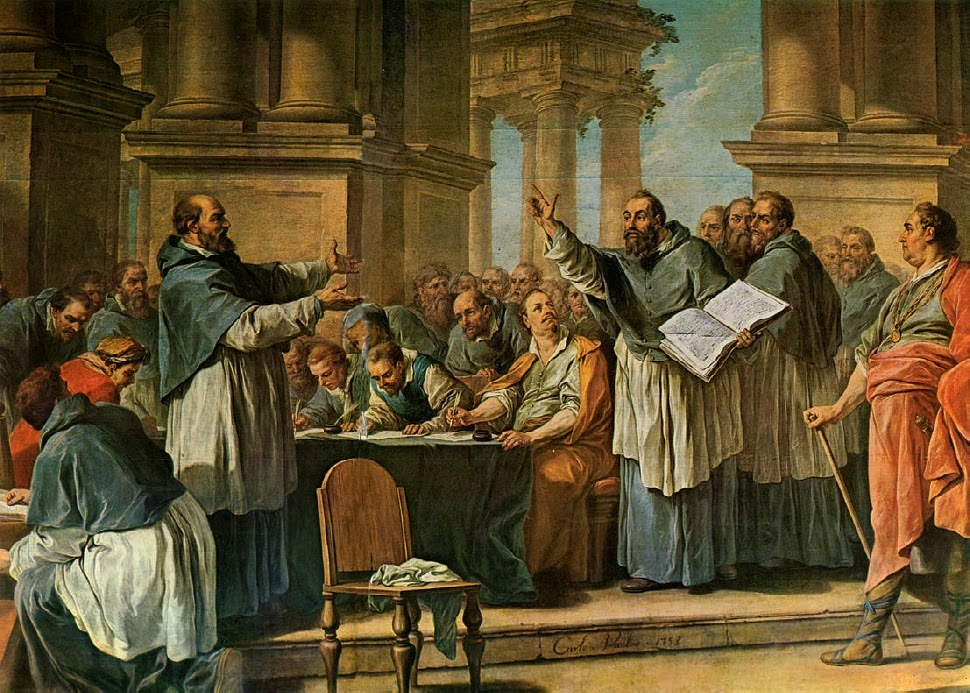
Augustin se ceartă cu donatiștii

Donatismul a fost o schismă din Biserica Catolică din Arhiepiscopia Cartaginei din secolele al al patrulea până în al șaselea. Donatiștii au susținut că clerul creștin trebuie să fie fără greșeală pentru ca slujirea lor să fie eficientă, iar rugăciunile și sacramentele lor să fie valabile.  
Donatismul își are rădăcinile în comunitatea creștină de lungă durată a provinciei romane Africa Proconsularis (în prezent Tunisia, nord-estul Algeriei și coasta de vest a Libiei) și Mauretania Tingitana (aproximativ cu partea de nord a Marocului de astăzi) în persecuțiile creștinilor sub Dioclețian. Numit după episcopul creștin Berber Donatus Magnus, Donatismul a înflorit în secolele al patrulea și al cincilea și s-a răspândit în principal în rândul populației indigene Berber, amestecând obiceiuri creștine cu obiceiuri locale Berber.
Mai precis, Donatus, episcop de Casae Nigrae, susținea că eficacitatea sacramentelor depinde de caracterul moral al preotului. Cu alte cuvinte, dacă un preot care era implicat într-un păcat destul de serios avea să boteze o persoană, acel botez avea să fie considerat nul. Donatismul a durat exact 100 de ani, până la conciliul din Cartagina, din 411, după care importanța ei s-a stins. 
În anul 311 d.C., Caecilian (compromis în timpul persecuțiilor) este hirotonit episcop de Cartagina. De aceea, un grup de oponenți a declarat drept invalidă alegerea acestuia, pe considerentul că sunt taine administrate de un episcop cu trecut pătat de păcate. Numai tainele practicate de preoți cu un caracter moral și cu un trecut ireproșabil sunt acceptabile și efective. 
Schisma s-a produs în momentul în care partea oponentă a fost condusă de Donatus Magnus, urmașul lui Marjorinus, contra-episcopul lui Caecilian. Ambele părți au apelat la arbitrajul împarătului Constantin cel Mare. Acesta, nu numai că reunește două sinoade la Roma și Arles, în 313 d.C., care declară validă alegerea lui Caecilian, dar intervine direct în defavoarea donatiștilor. Donatus a fost înlăturat, după ce donatiștii au fost declarați eretici, iar bisericile lor au fost închise de Constantin cel Mare.

## Efect
Secta s-a dezvoltat și a crescut în Africa de Nord, cu tulburări și amenințări la Cartagina legate de controversa episcopală. Constantin, în speranța de a dezamorsa tulburările, a dat bani episcopului non-donatist Caecilian ca plată pentru biserici deteriorate sau confiscate în timpul persecuției. Nimic nu a fost dat Donatiștilor; Constantin aparent nu era pe deplin conștient de seriozitatea litigiului, pe care îl exacerbează darul său. Donatiștii au apelat la Roma pentru tratament egal; Constantin ia însărcinat lui Miltiades să rezolve problema, ceea ce a dus la comisia de la 313. Donatiștii au refuzat să respecte decizia consiliului roman, cerând ca un consiliu local să judece litigiul și să apeleze direct la Constantin. O delegație din Roma a călătorit în Cartagina într-o încercare zadarnică de a căuta un compromis. Donatiștii au provocat protestele și violențele de pe stradă, refuzând să facă compromisuri în favoarea episcopului catolic.
În afara Cartaginei, bisericile și clerul donatici au fost neîntrerupte. Eforturile lui Constantin de a uni biserica și Donatiștii au eșuat și, până în 321, el a cerut episcopilor să prezinte moderarea și răbdarea sectă într-o scrisoare deschisă. Legile împotriva donatiștilor au fost decretate de Valentinian I după înfrângerea uzurpatorului donatist, Firmus, în Africa de Nord.

## Declin
Efectele succesului teologic al lui Augustin și acțiunea juridică a împăratului au fost inversate oarecum când vandalii au cucerit Africa de Nord. Donatismul a scăzut, de asemenea, treptat, deoarece donatiștii și catolicii ortodocși au fost la fel de marginalizați de vandalii arieni, dar a supraviețuit ocupației vandale și recucerării bizantine a lui Iustinian I. Deși nu se știe cât timp persista Donatismul, unii istorici creștini cred că schisma și tulburările care au urmat în comunitatea creștină au facilitat cucerirea musulmană a secolului al șaptelea din regiune.

## Episcopi
Donatiștii au urmat o succesiune de episcopi:
- Majorinus (311–313)
- Donatus Magnus (313–355; exilat 347)
- Parmenian (355–391)
- Primian (391–393)
- Maximianus (393–394)
- Primian (394–c. 400)